# 1812 în literatură
Anul 1812 în literatură a implicat o serie de evenimente și cărți noi semnificative.  

## Evenimente
- 1812-15 - Frații Grimm publică o culegere de povești Kinder- und Hausmärchen (Povești de spus copiilor acasă)
- Lord Byron publică Childe Harold

## Cărți noi

### Ficțiune
- Amelia Beauclerc - The Castle of Tariffa
- Bridget Bluemantle - The Vindictive Spirit
- Maria Edgeworth: 
  - The Absentee
  - Emilie de Coulanges
  - Vivian
- Grimm's Fairy Tales, volumul 1
- Ann Hatton - The Fortress del Vechii
- Anthony Frederick Holstein – The Modern Kate
- Charles Robert Maturin - The Milesian Chief
- Henrietta Rouviere Mosse - Arrivals from India
- Rebecca Rush - Kelroy
- George Soane – The Eve of San Marco
- Louisa Stanhope - The Confessional of Valombre
- Elizabeth Thomas – The Vindictive Spirit
- Jane West - The Loyalists: An Historical Novel
- Johann David Wyss - The Swiss Family Robinson

### Non-ficțiune
- John Galt - Cursory Reflections on Political and Commercial Topics
- Georg Wilhelm Friedrich Hegel - Die objektive Logik
- W. M. Leake - Greece
- James Maitland, 8th Earl of Lauderdale - The Depreciation of the Paper-currency of Great Britain Proved
- John Nichols - The Literary Anecdotes of the 18th Century, volumul 1
- Percy Bysshe Shelley - Declaration of Rights

## Nașteri
- 7 februarie: Charles Dickens, scriitor englez (d. 1870)
- 7 mai: Robert Browning, poet englez (d. 1889)
- 24 mai: George Barițiu, întemeietorul presei românești din Transilvania (d. 1893)
- 12 iulie: Mirza Fatali Akhundov, scriitor și filozof azer (d. 1878)
- 4 noiembrie: Aleardo Aleardi, poet italian (d. 1878)